# John Barnes (jazzmusicus)
John Barnes (Manchester, 15 mei 1932 – 19 april 2022) was een Britse jazz-saxofonist (altsaxofoon, tenorsaxofoon en baritonsaxofoon), klarinettist en fluitist.
Barnes speelde traditionele jazz in Zenith Six en de groepen van Mike Daniels en Alan Elsdon. In de jaren zestig ging hij bij Alex Welsh spelen, waar hij zo'n tien jaar actief was. Na zijn vertrek werd hij beschouwd als de beste baritonsaxofonist van Europa, en een van de beste ter wereld. Hierna werkte hij met onder meer het Midnite Follies Orchestra en Humphrey Lyttelton. Ook leidde hij een groep met Roy Williams. In 2011 werd hij getroffen door een beroerte.

## Discografie (selectie)
- John Barnes/Roy Williams Jazzband, Gold Star Records, 1975